# Мухаммад аль-Хабіб
Мухаммад III аль-Хабіб (араб. محمد لحبيب; д/н — 1860) — 13-й емір Трарзи в 1827—1860 роках. Намагався розширити володіння та об'єлнати сусідні держави у боротьбі проти Франції, але зазнав цілковитої невдачі.

## Життєпис

### Перша війна з Францією
Походив з арабської династії ульд-ахмед ібн даман, гілки ульд-аль-шеркі. Син еміра Амара IV. Про молоді роки відомостей обмаль. 1827 року після смерті батька посів трон. 1828 року його брата Мухтара арештували французи в Сен-Луї й розстріляли. У відповідь 1829 року почав війну проти Франції. Загони еміра стали нападати на французьких торгівців уздовж річки Сенегал. Натомість французи відправили каонерки. В результаті емір 25 березня 1829 року підписав мирну угоду, що підтверджувала договір від 1821 року (невтручання Франції у справи Трарзи і права еміра над зверхність над Ваало). Разом з тим французи уклали союз з Брагімом ульд мухтаром, шейхом клану ульд-халіфа, спрямований проти Трарзи. 1831 року на бік Франції перейшов клан ульд-бусба, а 1832 року — ульд-буалі.

### Боротьба за Ваало
Невдовзі втрутився в боротьбу за трон, що тривала в Ваало. 1833 року пошлюбив лінгере (принцесу) Н'ємбот Мбодж з правлячої династії Ваало. Тим самим отримав права на цей трон. Спроба його зайняти призвела до конфлікту з французами. Тому 1835 року Мухаммад III відмовився від прав на Ваало. Але дозволив загонам арабів і берберів здійснювати щорічні грабіжницькі напади на Ваало, Кайор і Волоф.

### Війни з Адрар і Бракна
При цьому вів постійні війни з еміратами Бракна і Адрар, намагаючись підпорядкувати їх. Втім досяг короткочасного успіху. У 1842 році мусив поступитися втручанню Франції, заборонивши напади на Волоф, Кайор і Ваало. Натомість здобув широкі права на торгівлю гуамірабіком і каучуком.
1843 році його брат Ахмед Леїгат за підтримки Мухаммада Раджела, еміра Бракни, спробував захопити трон. Втім Мухаммад аль-Хабіб завдав їм поразки, а сам Ахмед втік до Адрару. Тоді армія Трарзи завдала поразки адрарцями, змусивши їх стратити Ахмеда.
1845 року Мухаммад III виступив проти Мухаммада Раджела, намагаючись його повалити, проте марно. Так само був невдалим похід 1848 року. Лише 1851 року Мухаммада Раджела повалено. Новим еміром Бракни Мухаммад III поставив Мухаммада Сіді.

### Друга війна з Францією
1854 року уклав з Мьо Мбоді Маліком, браком Ваало, союз, спрямований проти Франції. До нього долучився емір Мухаммад Сіді. Втім 1855 року, коли французьке військо на чолі із сенегальським губернатором Луї Федербом вдерлися до Ваало, Мухаммад III не зміг гідно протистояти. Французи швидко зайняли місто Подор в центральній частині Ваало, потім знищили табори арабських кланів уздовж річки Сенегал. Емір висунув умови для припинення війни: збільшення мит, знищення французьких фортів на Сенегалі та заборона проходження цієї річкою військових суден. Але Федерб продовжив кампанію. У відповідь Мухаммад III відправив сина Алі Діомбота атакувати Сен-Луї, проте його зупинили в гирлі Сенегалу. Зрештою емір уклав мир з Францією, визнавши анексію Ваало.
1855 року вдерся до Адрару, намагаючись повалити Ахмеда. Той уникнув полон. Натомість війська Трарзи сплюндрувати цей емірат. Лише 1856 року виступив на півдні шейха Ях'ї ульд Усмана змусив Мухаммада III повернутися до власних володінь. Того ж року в Тін Дуджі розпочав перемовини щодо утворення антифранцузької коаліції з емірами Бракни і Адрару.
Втім ще до того як спільні загони емірів виступили Луї Федерб рушив проти Трарзи, перерізавши шлях з еміратом Бракна, отаборившись біля озера Регіз. 1857 року завдав поразки еміру Мухаммаду III, захопивши область Чаману. Емір продовжив напади на французькі загони, але марно. Водночас Ях'я ульд Усман виступив проти Мухаммада аль-Хабіба, завдавши поразки 1858 року. Невдовзі погиркався з еміром Мухаммадом Сіді, якого повалив поставивши на трон Сіді-Алі II. 20 травня 1858 року в Сен-Луїсі син еміра Сіді-Мбаїріка і візир Мухтар Сіді відписали з Луї Федербом мирну угоду, за якою Мухаммад III остаточно відмовився від прав на Ваало, визнав Волоф і Кайор сферою впливу Франції, данники Трарзи тепер сплачували гроші через французьким комісарів, у м. Даган була влаштована каучукова біржа, мита скасовано, окрім одноразового стягнення у 3 %, загонам еміра заборонили зі зброєю перетинати Сенегал.

### Загибель
У вересні 1860 року еміра Мухаммада III вбито внаслідок змови його небожа Сіді-Ахмеда ульд Алі Хамліха, що намагався також вбити спадкоємця трону Сіді-Мбаїріка. Втім той випадково врятувався. Після придушення заколоту останній посів трон Трарзи.